# Reine Feldt
Reine Arnold Feldt (* 29. September 1945; † 6. Dezember 1986) war ein schwedischer Fußballspieler. Der Abwehrspieler gewann als Mannschaftskapitän mit dem IFK Göteborg den schwedischen Meistertitel. Posthum machte er aufgrund seiner verschwiegenen Homosexualität Schlagzeilen und er gilt als einer der ersten AIDS-Toten Schwedens.

## Werdegang

### Spielerkarriere
Feldt wuchs im Göteborger Arbeiterstadtteil Majorna auf. Er spielte ab 1965 für die Wettkampfmannschaft des IFK Göteborg in der Allsvenskan, wo er sich schnell als Stammspieler etablierte und in der Spielzeit 1967 keine Ligapartie verpasste. Zunächst im hinteren Tabellenbereich platziert, überraschte er mit der Mannschaft um Björn Ericsson, Göran Nicklasson und Torschützenkönig Reine Almqvist in der Spielzeit 1969. Mit drei Punkten Vorsprung auf Malmö FF holte sie elf Jahre nach dem letzten Triumph zum siebten Mal in der Vereinsgeschichte den Von-Rosens-Pokal für den schwedischen Landesmeister. Auch hier war der Mannschaftskapitän wiederum in allen 22 Saisonspielen im Einsatz gewesen. 
Die folgende Spielzeit blieb für Feldt und seine Mannschaftskollegen erfolglos. Während in der ersten Runde des Europapokals der Landesmeister 1970/71 der polnische Vertreter Legia Warschau sich deutlich mit zwei Siegen durchsetzte, gewann die Mannschaft in der Meisterschaft lediglich sechs der 22 Saisonspiele und beendete die Serie auf einem Abstiegsplatz. Bis 1975 stand er noch für IFK Göteborg in der zweithöchsten Spielklasse auf dem Platz, ehe er den Klub 1976 nach über 350 Spielen in Richtung Trollhättans IF verließ. Mit dem Ligakonkurrenten verpasste er am Saisonende den Klassenerhalt, dort beendete er seine aktive Laufbahn.
Nach seinem Karriereende konzentrierte sich Feldt, der Politikwissenschaft studiert hatte und sich zum Kommunismus bekannte, auf seine parallel zur Fußballkarriere begonnene Arbeit als Journalist bei der Zeitung Arbetet. Gemeinsam mit Tommy Öberg veröffentlichte er 1978 das Buch „DDR: Undret i idrottsvärlden“, eine wohlwollende Auseinandersetzung mit dem DDR-Sport.

### Homosexualität und AIDS
Feldt lebte ein Doppelleben, da zu seiner aktiven Zeit Homosexualität insbesondere im Sport ein Tabuthema war. So hatte er eine Familie mit zwei Kindern gegründet. 1980 trennte er sich von seiner Ehefrau und zog nach Amsterdam, wo er mit seinem Lebenspartner zusammen lebte. Wenige Jahre später erkrankte er an AIDS. Daraufhin kehrte er nach Schweden zurück, wo er die Erscheinungen der Krankheit unter anderem mit Hautkrebs erklärte. Bei seinem Ableben 1986 wurde die tatsächliche Todesursache verschwiegen.
Im August 2013 veröffentlichte der Journalist Hans Burell, über 15 Jahre Arbeitskollege Feldts bei der Zeitung Arbetet, im Offside-Verlag unter dem Titel „Ärkeängeln - En hjältes hemlighet“ ein Buch über Feldt und das von ihm geführte Doppelleben. Die beiden Töchter Feldts halfen ihm unter anderen bei der Aufarbeitung der Lebensgeschichte.